# Heather Marks
Heather Marks, née le 25 juillet 1988, est une mannequin canadienne.

## Biographie
Heather Marks est née à Calgary en Alberta le 25 juillet 1988 et est découverte lors du Calgary Woman's Show à l'âge de 12 ans alors qu'elle mesure déjà 178 cm par Kelly Streit, le propriétaire de Mode Models. Vers l'âge de 15 ans, elle se rend à Toronto en Ontario et commence à travailler à New York aux États-Unis, incluant son premier éditorial pour Vogue Italia. Elle fait ses débuts sur les podiums lors du défilé Givenchy Spring 2003. Elle fait ses débuts dans le prêt-à-porter au printemps 2004 où elle parade pour plus de 43 spectacles.
Ensuite, elle fait des défilés et des publicités pour plusieurs autres marques. Elle apparait sur la couverture de magazines tels que les éditions allemande, coréenne, latino-américaine, mexicaine et espagnole de Vogue, les éditions croate, canadienne et italienne de Elle en plus de Harper's Bazaar, Dazed, French, Velvet, Fashion, BLACK et Mixte.[pas clair] En 2006, elle participe au show de Victoria's Secret. Elle apparait également dans plusieurs catalogues[pas clair].

## Filmographie
- Silent Hill: Revelation 3D en tant que Suki.